# Ассоциация юристов России
Ассоциация юристов России (АЮР) — российская государством организованная НКО, объединяющая юристов-практиков, учёных, государственных, общественных деятелей, представителей бизнеса и молодых юристов.  Организована по поручению Президента России в 2005 году.
По состоянию на 1 января 2023 года, Ассоциация юристов России включает в себя 86 региональных отделений , в том числе в аннексированных Россией Республике Крым, городе Севастополь, ДНР и ЛНР и насчитывает более 35 тысяч членов. В АЮР работает 38 комиссий.

## История создания
Общероссийская общественная организация «Ассоциация юристов России» образована в результате объединения Российского союза юристов и Союза юристов России. Инициатива по консолидации юридического сообщества страны в 2005 году получила поддержку Президента Российской Федерации Владимира Путина и главы Администрации Президента Российской Федерации Дмитрия Медведева, который возглавил попечительский совет Ассоциации. 22 декабря 2005 года в Колонном зале Дома союзов состоялся учредительный съезд Ассоциации, в котором приняли участие представители всех субъектов Российской Федерации. Съезд принял решение о создании общероссийской общественной организации «Ассоциация юристов России», определил основные направления её деятельности, утвердил устав организации, избрал президиум, центральный совет и центральную контрольно-ревизионную комиссию.

## Деятельность

### Бесплатная юридическая помощь
Оказание бесплатной юридической помощи населению – одно из ключевых направлений работы Ассоциации.
Региональными отделениями АЮР во всех субъектах страны консолидировано и создано более 1 170 общественных приемных и центров оказания бесплатной юридической помощи, предоставляющих первичные правовые консультации гражданам на регулярной основе. Ежеквартально проводится Всероссийский единый день оказания бесплатной юридической помощи.
По итогам акций Ассоциации правовую помощь в 2011-2022 годах получили свыше 1 000 000 граждан и жителей России и ряда зарубежных стран.
С 2016 года Ассоциация совместно с «Российской газетой» реализует проект «Юридическая консультация». На сайте издания создан специальный раздел, где каждый гражданин может получить бесплатную консультацию высококвалифицированных юристов по правовым и налоговым вопросам. Ассоциация оперативно отслеживает качество предоставляемой правовой помощи.
В 2021 году было предоставлено более 25 000 бесплатных юридических консультаций в рамках проекта «Защита социальных, трудовых прав граждан и малого бизнеса».
Ежеквартально проводится Всероссийский единый день оказания бесплатной юридической помощи, в рамках которого более 1 800 центров в России и ряде других стран (Швейцария, Южная Корея, Польша, Республика Абхазия и др.) оказывают первичные правовые консультации. По итогам акций Ассоциации юридическую помощь в 2011—2016 годах получили свыше 500 000 граждан и жителей России и ряда зарубежных стран.

### Молодежное движение
В рамках Молодежного движения АЮР организован Координационный совет под руководством сопредседателей движения. На сегодняшний день действуют более 70 советов молодых юристов при региональных отделениях.

### Международная деятельность
В соответствии с Распоряжением Правительства РФ от 22 декабря 2018 года № 2913-р Ассоциация представлена в Комиссии РФ по делам ЮНЕСКО, возглавляемой министром иностранных дел РФ С.В. Лавровым. Деятельность Комиссии направлена на координацию взаимодействия Правительства РФ, федеральных органов исполнительной власти, ученых и специалистов со структурами ЮНЕСКО.
С 2020 года представитель Ассоциации входит в состав рабочей группы по вопросам молодежи национальных меньшинств Руководящего комитета Совета Европы по борьбе с дискриминацией, многообразию и инклюзивности (CDADI).
В 2019 году Ассоциацией совместно с вузами-партнерами (МГЮА им. О.Е. Кутафина, МГИМО МИД России, ИЗиСП при Правительстве РФ, РАНХиГС при Президенте РФ и др.) учреждена Швейцарская академия международного права в Женеве.

### Повышение качества юридического образования
Ассоциация юристов России непрерывно работает над повышением качества юридического образования.
Оценка посредством профессионально-общественной аккредитации стала объективным индикатором качества юридического образования. Процедура постоянно совершенствуется, она прозрачна, понятна и объективна. Количество аккредитованных образовательных программ растет. Это программы ведущих региональных и федеральных вузов. Повышается качество образовательного процесса в целом и, соответственно, качество выпускников таких программ. Они более конкурентоспособны на рынке труда.
Благодаря профессионально-общественной аккредитации удалось в целом повысить качество юридического образования. Свидетельства от АЮР служат рекомендацией профессионального сообщества и абитуриентам, и работодателям.
Экспертная процедура помогает вузам посмотреть на учебный и научный процесс с другой стороны: оценить образовательную программу не только с точки зрения соответствия образовательным стандартам, но и со стороны профессионального юридического сообщества – представителей работодателей регионального и федерального уровня.
Также Ассоциация наделена статусом юридического лица, привлекаемого  к государственной аккредитации образовательной деятельности. Эксперты АЮР принимают активное участие в работе экспертных комиссий по государственной аккредитации образовательных организаций. В 2021 году Ассоциация юристов России опубликовала список юридических вузов, образовательные программы которых прошли общественную аккредитацию. В списке 80 вузов и 386 образовательных программ.

### Противодействие коррупции
В соответствии с Указом Президента РФ от 16 августа 2021 года № 478 «О Национальном плане противодействия коррупции на 2021-2024 годы» Ассоциация включена в работу по этому направлению.
Ассоциации рекомендовано «обеспечить во взаимодействии с образовательными и научными организациями проведение в субъектах РФ регулярных публичных лекций по антикоррупционной тематике; обеспечить создание и распространение в сети Интернет контента, направленного на популяризацию в обществе антикоррупционных стандартов».
Ежегодно региональными отделениями Ассоциации проводятся более 200 мероприятий по антикоррупционной тематике: лекции, вебинары, круглые столы, конференции, специальные тематические недели и т.д.

## Премии и награды
Премия «Юрист года» — высшая юридическая премия Российской Федерации. Премия Учреждена Указом Президента РФ от 8 октября 2009 года № 1129 «О высшей юридической премии «Юрист года», присуждается ежегодно 3 декабря — в профессиональный праздник юристов России — День юриста.
С 2009 по 2022 год состоялось 14 церемоний награждения, собравших в общей сложности более 10 000 гостей. Число лауреатов премии во всех номинациях за эти годы составило 86, среди них выдающиеся ученые, государственные и общественные деятели.
В разные годы лауреатами премии становились: министр юстиции РФ Константин Чуйченко, председатель КС РФ Валерий Зорькин, ректор СПбГУ Николай Кропачев, генеральный директор "Российской газеты" Павел Негоица, президент Федеральной нотариальной палаты Константин Корсик, секретарь Общественной палаты РФ Лидия Михеева, председатель Следственного комитета РФ Александр Бастрыкин и другие.
Ассоциация также учредила ряд других престижных юридических наград и проводит церемонии их вручения:
- Медаль имени Олега Емельяновича Кутафина «За заслуги в юриспруденции»·
- Премия имени Владимира Александровича Туманова
- Всероссийская правовая премия имени Михаила Михайловича Сперанского во Владимирской области — на малой Родине М. М. Сперанского;
- Премия имени Сергея Сергеевича Алексеева «За заслуги в юриспруденции» в г. Екатеринбурге;
- Российская национальная юридическая премия имени Гавриила Романовича Державина в г. Великий Новгород;
- Российская юридическая премия имени Габриэля Феликсовича Шершеневича в г. Казани;
- Всероссийская правовая премия имени Юрия Хамзатовича Калмыкова «За честь и достоинство» в Северо-Кавказском федеральном округе.
- Всероссийская молодежная юридическая премия имени Ивана Ивановича Дмитриева
- Всероссийская юридическая премия имени Валерия Абрамовича Мусина «За вклад в развитие энергетического права»
- Всероссийская премия имени Станислава Антоновича Хохлова «За заслуги в юриспруденции»

## Проекты

### Всероссийский правовой (юридический) диктант
Правовой диктант рассчитан на граждан в возрасте от 14 лет.  Он состоит из 40 вопросов, на ответы будет выделено 60 минут. Тематика вопросов: Конституция Российской Федерации, основы законодательства в сфере уголовной и административной ответственности, трудовых, гражданских, семейных прав.
Количество участников и география проекта растут с каждым годом. Первый диктант прошел в 2017 году и привлек более 55 тысяч участников, в 2018-м число зарегистрированных участников составило уже 165 тысяч человек. В 2019 году в диктанте приняли участие 223 тысячи человек, включая 3 533 гражданина из 24 зарубежных стран.
В 2020 году диктант прошли 507 174 человека, проживающих в России и за рубежом. В 2021 году количество участников: 975 672 гражданина, проживающих в России и за рубежом.
В 2021 году диктант впервые был переведен на английский, китайский и португальский языки.
В 2022 году в рамках торжественной церемонии награждения лауреатов премии «Юрист года» о старте диктанта объявили заместитель председателя Совета Безопасности РФ Дмитрий Медведев и председатель Следственного комитета РФ Александр Бастрыкин.  В 2022 году количество прошедших диктант стало рекордным: 1 055 996 граждан, проживающих в России и за рубежом.

### Защита социальных, трудовых прав граждан и малого бизнеса
Проект «Защита социальных, трудовых прав граждан и малого бизнеса» стал победителем I конкурса 2021 года Фонда президентских грантов.
В период устранения последствий новой коронавирусной инфекции COVID-19 непрерывность защиты и поддержки граждан и интересов малого бизнеса в социальной, трудовой сфере особенно востребована. Бесплатная юридическая помощь в рамках проекта была организована как в очных, так и в дистанционных форматах. Обратиться за консультацией могли жители 25 регионов России. Нарушения трудовых и социальных прав относятся к категории проблем, которые зачастую требуют неотложной юридической консультации. Такую помощь юристы оказывали в центрах БЮП путем ответа на письменные обращения, поступающие на сайт Ассоциации, а также по телефону «горячей линии».
В ходе реализации проекта было оказано более 25 000 консультаций.

### Помощь беженцам
21 февраля 2022 года Ассоциацией была запущена горячая линия по оказанию бесплатной правовой помощи лицам, вынужденно покинувшим территорию Донецкой, Луганской народных республик и Украины.
В октябре проект был поддержан Фондом президентских грантов, после чего были открыты пункты оказания бесплатной юридической помощи на территориях Донецкой и Луганской народных республик.

### Права соотечественников
18 апреля 2022 г. Ассоциацией совместно с партнерами запущен международный гуманитарный проект «За права соотечественников», в рамках которого осуществляется всесторонняя правовая и психологическая поддержка наших граждан за рубежом, подвергшихся различным формам дискриминации.

### Разъяснение мер господдержки
В июле 2022 г. Ассоциация при поддержке Фонда президентских грантов запустила проект «Разъяснение мер государственной поддержки граждан и представителей малого бизнеса в условиях санкций», цели которого: информирование граждан и представителей малого бизнеса о мерах государственной поддержки, разъяснение видов мер и порядка получения поддержки путем проведения лекций, записи видеороликов, а также подготовки и распространения методических рекомендаций.

### Юридическая поддержка в период частичной мобилизации
30 сентября 2022 г. стартовал проект Ассоциации «Юридическая поддержка в период частичной мобилизации», в рамках которого заявителям оказывается бесплатная юридическая помощь по вопросам частичной мобилизации, объявленной в РФ.

## Мероприятия
Эксперты Ассоциации юристов России являются спикерами всех крупных мероприятий международного и федерального уровня. Традиционно Ассоциация организует собственные панельные дискуссии в рамках ПМЭФ, ПМЮФ, РИФ, ВЭФ, ММЮФ, Столыпин-форума, Гайдаровского форума и других форумов и конференций.
Ассоциация выступает организатором Юридического форума стран БРИКС в контексте председательства РФ в БРИКС. В 2017 году форум впервые прошел в России, Москве.
В 2020 году мероприятие состоялось в формате видеоконференции и собрало около 500 участников из пяти стран для обмена опытом по вопросам юридического образования, правового обеспечения цифровизации общества, урегулирования международных коммерческих споров, а также защиты прав спортсменов.

## Руководящие, исполнительные и контрольно-ревизионные органы АЮР
Членский билет № 1 АЮР принадлежит Президенту России В. В. Путину. Попечительский совет АЮР возглавляет Д. А. Медведев. С 4 декабря 2016 председателем правления Ассоциации юристов России избран Владимир Груздев.
В Ассоциации юристов России (АЮР) действуют 4 руководящих, 2 исполнительных, 1 контрольно-ревизионный орган, 31 комиссия.
| название                                    | тип органа             | кол-во членов | коллегиальный орган | руководитель                            |
| ------------------------------------------- | ---------------------- | ------------- | ------------------- | --------------------------------------- |
| Съезд                                       | руководящий            | 150           | да                  | нет                                     |
| Сопредседатель                              | руководящий            | 1             | нет                 | Крашенинников Павел Владимирович        |
| Сопредседатель                              | руководящий            | 1             | нет                 | Блажеев Виктор Владимирович             |
| Председатель                                | руководящий            | 1             | нет                 | Степашин Сергей Вадимович               |
| Бюро Президиума                             | руководящий            | 8             | да                  | нет                                     |
| Президиум                                   | руководящий            | 36            | да                  | нет                                     |
| Правление                                   | исполнительный         | 22            | да                  | Груздев Владимир Сергеевич              |
| Аппарат                                     | исполнительный         | 21            | да                  | Спиридонова Елена Николаевна УШЛА ДАВНО |
| Центральная контрольно-ревизионная комиссия | контрольно-ревизионный | 8             | да                  | Шахрай Сергей Михайлович                |

## Региональные отделения АЮР
Региональные отделения Ассоциации юристов России имеются во всех субъектах федерации.